# Augustin Seifert
Augustin Seifert (14. ledna 1873 Jičín – 9. listopadu 1955 Praha) byl český právník, novinář, redaktor, spisovatel, regionální historik a politický aktivista, dlouholetý ředitel kanceláře osvětové organizace Národní rada československá.

## Život

### Mládí
Narodil se v Jičíně ve východních Čechách do české rodiny. Vychodil obecnou školu a jičínské gymnázium, odešel za studiem do Prahy, vystudoval Právnickou fakultu Univerzity Karlovy. Je zmiňován v souvislosti s rozsáhlým politickým soudním procesem s tzv. Omladinou v únoru roku 1894, namířeným především proti mladým levicově smýšlejícím aktivistům. Působil jako právník v Praze a v Jičíně.
Od roku 1905 vykonával funkci ředitele kanceláře Národní rady československé, plnící roli tiskové kanceláře, zaměřené především na obyvatelstvo českých, moravských a slezských regionů. Rovněž působil jako šéfredaktor periodika Čechoslovák.

### Československo
Po vypuknutí první světové války se v Čechách začal podílet na aktivitách exilové skupiny Tomáše Garrigue Masaryka, Edvarda Beneše a Milana Rastislava Štefánika, sdružené do tajné organizace Maffie, usilující o vznik samostatného československého státu po skončení války. Mj. byl pozván k výpovědi při zatčení a uvěznění Karla Kramáře.

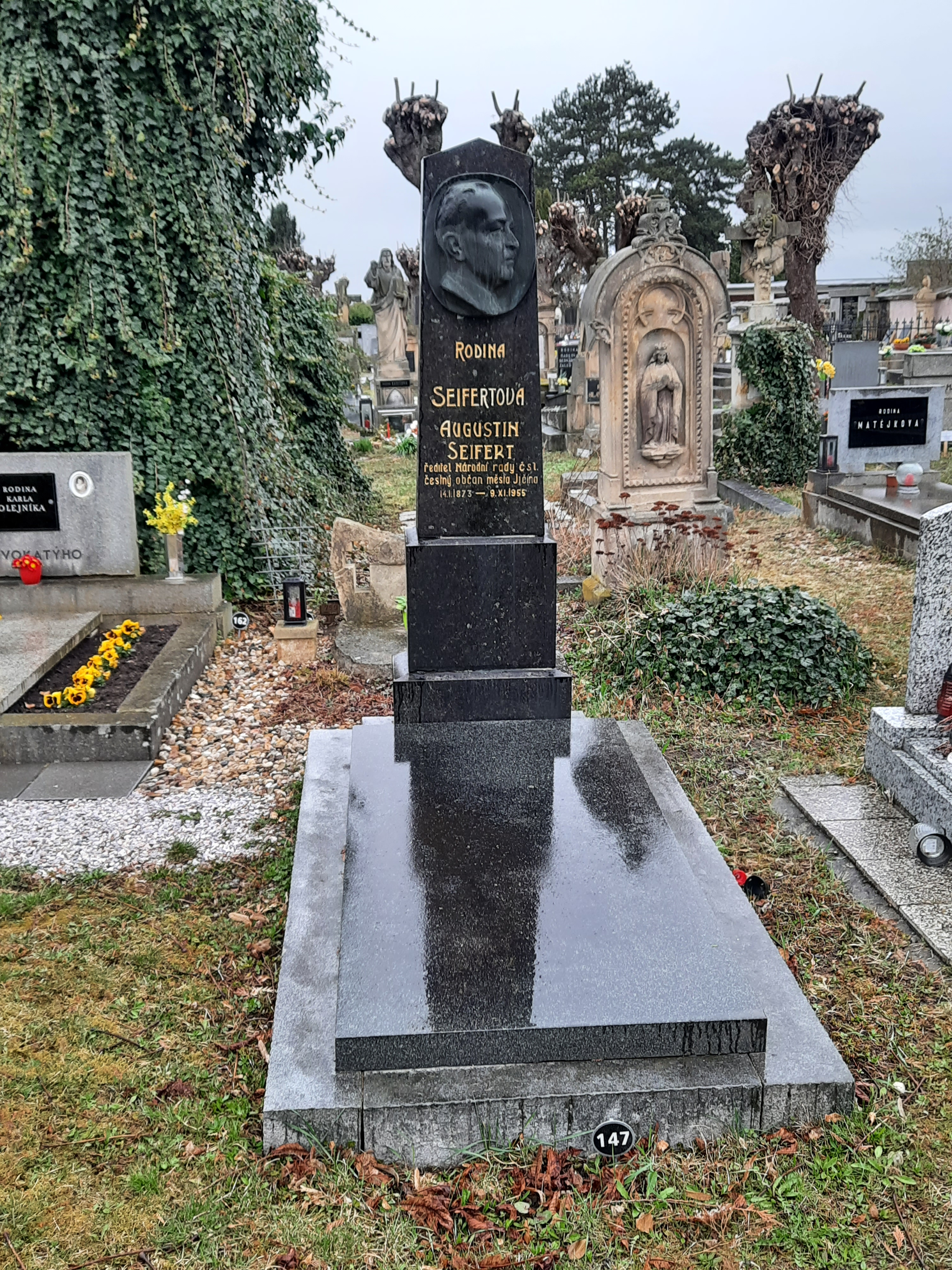
Hrob rodiny Seifertovy na městském hřbitově v Jičíně

Po vzniku Československa nadále rozšířil činnost kanceláře Národní rady československé, nově orientované také na zvýšení povědomí o existenci nově vzniklého státu. Rovněž byl účastníkem společenského života v rodném Jičíně: byl předsedou krajanského spolku Jičín v Praze, mj. se zasloužil o pojmenování jičínského gymnázia po jedné z výrazných osobností jeho historie, lexikografovi a pedagogovi Františku Lepařovi, roku 1930.

### Úmrtí
Augustin Seifert zemřel 9. listopadu 1955 v Praze. Pohřben byl v rodinném hrobě na hřbitově v Jičíně.

### Rodina
Jeho manželkou byla pedagožka, spisovatelka a překladatelka z ruštiny Nina Seifertová-Šrutová.

## Dílo (výběr)
- Vzpomínejme! (vzpomínky na proces s Omladinou, 1919)
- Sebeobrana Čechoslováků a Národní rada československá (1923)
- Národní rada československá v Praze (1930)
- Z dávného Jičína (1941)
- Skladatel Dr. h. c. J.B. Foerster a spisovatel prof. J. Št. Kubín čestnými členy krajanského spolku Jičín v Praze (1944)